# Takeshi Nagano
Takeshi Nagano (永野 健?, Nagano Takeshi; Sasebo, 11 luglio 1985) è un pallavolista giapponese,  nel ruolo di libero.

## Carriera
La carriera di Takeshi Nagano inizia a livello scolastico, gioca prima per la squadra del suo liceo e poi per la University of Tsukuba. Nella stagione 2007-08 inizia la carriera professionistica coi Panasonic Panthers, vincendo subito la V.Premier League giapponese ed il Torneo Kurowashiki, ricevendo anche il premio di miglior libero in entrambe le competizioni. La stagione successiva vince solo il Torneo Kurowashiki, ma viene comunque convocato per la prima volta nella nazionale giapponese nell'estate del 2009. Nella stagione 2009-10 vince tutte le competizioni nazionali a cui prende parte, aggiudicandosi la Coppa dell'Imperatore, lo scudetto, ricevendo il premio di miglior ricevitore, ed il Torneo Kurowashiki, ricevendo il premio di miglior libero; riesce a ripetere la stessa impresa anche nella stagione 2011-12, in cui è miglior libero e miglior ricevitore del campionato. Nella stagione successiva vince nuovamente la Coppa dell'Imperatore, mentre in campionato si classifica al secondo posto, ma nonostante la finale presa è nuovamente miglior ricevitore e miglior libero della V.Premier League; è poi finalista al Torneo Kurowashiki, dove riceve il premio di miglior libero. Nel campionato 2013-14 si aggiudica nuovamente lo scudetto ed il Torneo Kurowashiki, venendo premiato nuovamente come miglior libero.

## Palmarès

### Club
- Campionato giapponese: 4

2007-08, 2009-10, 2011-12, 2013-14
- Coppa dell'Imperatore: 3

2009, 2011, 2012
- Torneo Kurowashiki: 5

2008, 2009, 2010, 2012, 2014

### Nazionale (competizioni minori)
- Memorial Hubert Wagner 2015

### Premi individuali
- 2008 - V.Premier League: Miglior libero
- 2008 - Torneo Kurowashiki: Miglior libero
- 2010 - V.Premier League: Miglior ricevitore
- 2010 - Torneo Kurowashiki: Miglior libero
- 2010 - V.League Top Match: Most Impressive Player
- 2012 - V.Premier League: Miglior ricevitore
- 2012 - V.Premier League: Miglior libero
- 2013 - V.Premier League: Miglior ricevitore
- 2013 - V.Premier League: Miglior libero
- 2013 - Torneo Kurowashiki: Miglior libero
- 2014 - Torneo Kurowashiki: Miglior libero
- 2019 - V.League Division 1: Miglior difesa
- 2019 - Torneo Kurowashiki: Miglior libero
- 2020 - V.League Division 1: Premio d'onore[1]